# Uri Rosenthal
Uriël « Uri » Rosenthal, né le 19 juillet 1945 à Montreux, en Suisse, est un homme politique néerlandais membre du Parti populaire pour la liberté et la démocratie (VVD) et ancien ministre des Affaires étrangères des Pays-Bas.

## Biographie

### Formation et carrière
Titulaire d'un doctorat de sciences politiques de l'université d'Amsterdam et d'un doctorat de sciences sociales de l'université Érasme de Rotterdam, il a d'abord enseigné les sciences politiques, à partir de 1980, puis est devenu professeur d'administration publique à l'université de Leyde, en 1987.

### Vie politique
En 1999, il est élu sénateur à la Première Chambre des Pays-Bas, où il prend la présidence du groupe VVD en 2005.
À la suite des élections législatives anticipées du 9 juin 2010, il est nommé « informateur » par la reine Beatrix à deux reprises, le 12 juin, pour deux semaines, puis le 5 juillet, en tandem avec le social-démocrate Jacques Wallage, pour une mission de seize jours. Le 30 juin, il est proclamé chef de file des libéraux pour les prochaines élections sénatoriales, prévues le 23 mai 2011.
Le 14 octobre 2010, Uri Rosenthal est nommé ministre des Affaires étrangères des Pays-Bas dans le gouvernement minoritaire dirigé par le libéral Mark Rutte. Il est remplacé, le 5 novembre 2012, par le travailliste Frans Timmermans, dans le second gouvernement de Rutte.

## Éléments personnels
Descendant d'une famille juive, il est lui-même sans confession. Il vit à Rotterdam, est marié et père de deux enfants.